# Sérgio Manoel
Sérgio Manoel (nacido el 2 de marzo de 1972) es un exfutbolista brasileño que se desempeñaba como centrocampista.
Sérgio Manoel jugó 4 veces para la selección de fútbol de Brasil entre 1995 y 1998.

## Trayectoria

### Clubes
| Club                 | País      | Año       |
| -------------------- | --------- | --------- |
| Santos               | Brasil    | 1989-1992 |
| Fluminense           | Brasil    | 1993      |
| Santos               | Brasil    | 1993-1994 |
| Botafogo             | Brasil    | 1994-1995 |
| Cerezo Osaka         | Japón     | 1996-1997 |
| Grêmio               | Brasil    | 1997-1998 |
| Botafogo             | Brasil    | 1998-2000 |
| Cruzeiro             | Brasil    | 2000-2002 |
| Coritiba             | Brasil    | 2002-2003 |
| America              | Brasil    | 2003      |
| Portuguesa Desportos | Brasil    | 2003      |
| Madureira            | Brasil    | 2004      |
| Figueirense          | Brasil    | 2004      |
| Independiente        | Argentina | 2004      |
| Marília              | Brasil    | 2005      |
| Figueirense          | Brasil    | 2005      |
| Volta Redonda        | Brasil    | 2005-2006 |
| Botafogo             | Brasil    | 2006      |
| Náutico Capibaribe   | Brasil    | 2006      |
| Volta Redonda        | Brasil    | 2006-2007 |
| Ceilândia            | Brasil    | 2007      |
| Ceará                | Brasil    | 2007-2008 |
| Bacabal              | Brasil    | 2008      |
| Bragantino           | Brasil    | 2008-2009 |
| Botafogo             | Brasil    | 2010      |

### Selección nacional
| Selección | País   | Año       |
| --------- | ------ | --------- |
| Absoluta  | Brasil | 1995-1998 |

## Estadística de equipo nacional
| Selección de fútbol de Brasil | Selección de fútbol de Brasil | Selección de fútbol de Brasil |
| Año                           | Part.                         | Goles                         |
| ----------------------------- | ----------------------------- | ----------------------------- |
| 1995                          | 1                             | 0                             |
| 1996                          | 1                             | 0                             |
| 1997                          | 0                             | 0                             |
| 1998                          | 2                             | 0                             |
| Total                         | 4                             | 0                             |